# Mystery (gatunek filmowy)

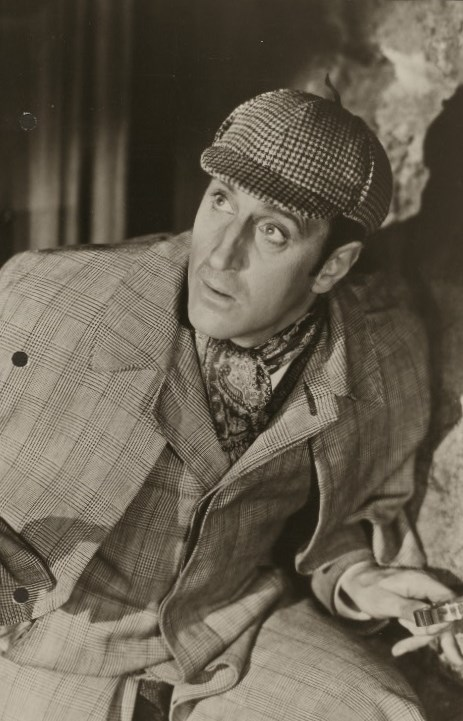
Basil Rathbone jako Sherlock Holmes

Mystery – gatunek filmów zwykle uważany za podtyp filmów kryminalnych (gangsterskich, noir) lub filmy kryminalne i thrillery, które koncentrują się na nierozwiązanej zagadce (zwykle morderstwie; zniknięciu jednej lub kilku osób, kradzieży), lub na głównym bohaterze - twardym detektywie, którego spotykają różne przygody i wyzwania w zimnej i metodycznej pogoni za przestępcą lub rozwiązaniem zagadki. Fabuła często przedstawia zdolności dedukcyjne, zręczności, pewność siebie, staranność detektywa, gdy próbuje on rozwikłać zagadkę, łącząc wskazówki i okoliczności, szukając dowodów, przesłuchując świadków i tropiąc przestępcę.